# 2003 au Maroc
Chronologie du Maroc
- 1999
- 2000
- 2001
- 2002
- 2003
- 2004
- 2005
- 2006
- 2007

Cet article présente les faits marquants de l'année 2003 au Maroc ou relatifs au Maroc.

## Événements
- 16 mai : Attentats à Casablanca.
- 20 octobre: Air Sénégal International, détenue à hauteur de 51 % par la RAM, a été sacrée meilleure compagnie africaine par Africain Aviation Magazine,en marge de la 12e Conférence sur l'aviation africaine tenue à Casablanca les 20 et 21 octobre 2002.

## Naissances
- 8 mai : Moulay El-Hassan, fils aîné du roi Mohammed VI, et de la princesse Lalla Salma.